# 安建平
安建平（1912年—1988年），原名安芳红，女，陕西米脂人，中国政治人物，曾任中纪委委员，第六、七届全国政协委员。